# سیارک ۱۱۰۴۳
سیارک ۱۱۰۴۳ (به انگلیسی: 11043 Pepping، نامگذاری:1989YX6) یازده هزار و چهل و سومین سیارک کشف شده‌است که در ۲۵ دسامبر ۱۹۸۹ کشف شد.
قدر مطلق سیارک برابر ۱۴٫۰۰ است.